# Lagardiolle
Lagardiolle è un comune francese di 240 abitanti situato nel dipartimento del Tarn nella regione dell'Occitania.

## Società

### Evoluzione demografica
Abitanti censiti